# Globalisering

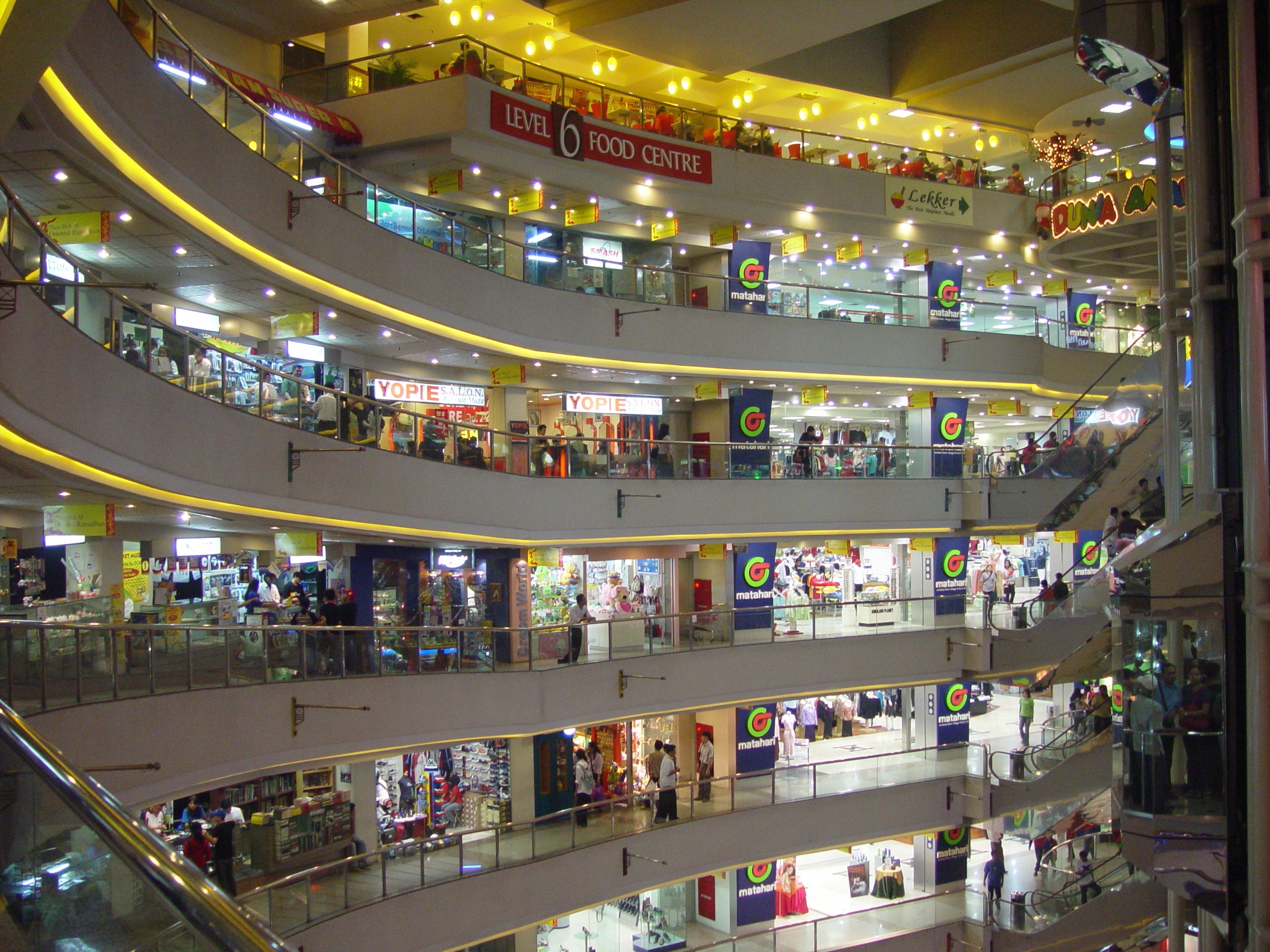
Multinationella företags utbredning är ett av globaliseringens kännetecken.

Globalisering är en ekonomisk, kulturell och politisk process som innebär att världens länder knyts närmare varandra. I allmänt språkbruk har globalisering kommit att syfta på den ekonomiska integrationen mellan olika nationella ekonomier.

## Definition
Enligt Oxford English Dictionary användes ordet första gången i tryckt text 1930, Towards New Education, att beteckna en helhetssyn på mänsklig erfarenhet inom utbildningen. En tidig beskrivning av globalisering skrevs ner av Charles Taze Russell, grundare av Bible Student movement, som myntade begreppet 'företagsjätte' 1897, Globalisering är även en förflyttning av människor som skapar förändringar i identitetsbegreppet.
Born global används för företag som redan vid start eller kort efter starten har en betydande del av sin försäljning utomlands och/eller resursanskaffande utanför sin hemmamarknad. Begreppet brukar hänföras till en studie av McKinsey i Australien 1993.

## Begreppets innebörd
Globalisering kan ses som en samlingsbenämning som syftar på den kapitalistiska internationella utveckling inom politik, ekonomi och kultur som sker till en följd av en utökad och inte lika lokalt förankrad världsbild. Politiskt sett innebär begreppet en förskjutning av makten från nationell nivå till över- och mellanstatliga organ, men generellt syftar globalisering oftast till hur de nationella ekonomierna kontinuerligt tvinnas samman. Organ som arbetar för en ökad globalisering är bland andra EU, FN och Världsbanken.
Globaliseringsrådet definierar begreppet som "Globalisering syftar i vid mening på handel, gränsöverskridande investeringar och kapitalflöden samt utbyte av information och teknologi mellan länder. Även mjukare begrepp såsom kultur, miljö, attityder och livsåskådning kan omfattas av begreppet globalisering. Globaliseringen har framför allt möjliggjorts av minskade kommunikations- och transaktionskostnader till följd av teknologiska framsteg och politiska beslut. Det är ingen ny företeelse men den kraftiga minskningen av dessa kostnader de senaste decennierna har lett till en dramatisk ökning av globala transaktioner samt att allt fler länder deltar i den globala ekonomin. Globaliseringen har således intensifierats och vanligtvis är det denna intensifieringsfas som avses med begreppet."
Med den ekonomiska globaliseringen brukar framväxten av internationella företagskoncerner avses, och enligt somliga (till exempel Dicken 1998) den därav ökade makt i världsekonomin som företagen får i och med detta. Kulturellt brukar framväxten av en massproducerad enhetskultur parallellt med flera globala motkulturella fenomen åsyftas. 
Globalisering har även jämförts med begreppet liberalisering i den bemärkelsen att öppna gränserna stater emellan i syfte att skapa en friare handel. Ett annat begrepp som har kommit att kopplas till globalisering är universalisering. Med detta menas att globaliseringen har bidragit till ett ökat utbyte av varor, tjänster, åsikter, kultur mellan människor ifrån världens alla platser.
Globalisering beskrivs även som ”processes whereby many social relations become relatively delinked from territorial geography, so that humans lives are increasingly played out in the world as a single place” (Bailys & Smith s. 14-15). Därmed ej sagt att de territoriala gränserna inte längre anses som viktiga. Exempelvis så ses dessa fortfarande som mycket viktiga utifrån ett ekonomiskt perspektiv där naturresurserna är av stor betydelse, men även för de människor som värnar om sin nationella identitet. Och när de mångkulturella samhällerna växer uppstår det konflikter när olika nationaliteter ska integreras och anpassa sig efter varandra. I mötena mellan de olika kulturerna så uppstod frågorna vad som var typiskt för just deras nationalitet (till exempel svenskt). Dessa typer av frågor hade inte uppstått om det inte hade varit för möten av olika kulturer.

## Bakomliggande orsaker
Det forskas mycket om orsaker till globaliseringen och konsekvenser av den. De flesta är dock överens om att en stor bakomliggande orsak är den tekniska utveckling som gör att information kan spridas allt snabbare över världen. 
Helge Jung, Sveriges ÖB 1945, skrev i sin strategiska studie efter andra världskriget att flygets uppkomst och storskaliga användning, de ökade hastigheterna hos fordon och fartyg, samt de växande nätverken av lands- och järnvägar ledde till en ökad kontakt mellan nationer. Den ökade världshandeln, som detta gav upphov till, har i sin tur lett till att fler nationer har blivit mer kommersiellt och ekonomiskt beroende av varandra och detta, menar ÖB, har lett till att en ökad risk för konfliktspridning. Samma tekniska evolution har även ökat räckvidden för de militära maktmedlen, främst genom utvecklingen av flyg- och raketvapen. De områden, som genom sin blotta avskildhet kunnat räkna med att förbli oberörda av operationer under ett framtida krig, minskar, och för många länder, däribland Sverige, har denna globaliseringsutveckling minskat det skydd som ett tidigare undandraget läge gav. ÖB nämner även vikten av att besitta ett territoriellt djup för att, med begränsade militära resurser, kunna nå verkan mot en överlägsen krigsmakt, och de svårlösta försvarsproblem som detta medfört för territoriellt små stater, så som Danmark, Belgien och Holland.

## Debatt
Globalisering är ett omstritt begrepp för detta. "Hyperglobalister" (till exempel Castells 2000) menar att dagens ekonomi är gränslös; information och kapital flyter över gränser, allt i enlighet med konsumenters önskningar och att den globala marknadsplatsen är en önskvärd realitet. Globaliseringsskeptiker menar istället att vi visserligen har en internationell ekonomi i viss utsträckning men att nationalstater fortfarande spelar en viktig roll och att globalisering mer är en ideologi (globalism) än en beskrivning av verkligheten.
Ett argument som många globaliseringsmotståndare använder är att icke-västerländska folk bör ha möjlighet att skydda sin kultur från västerländska element som snabbmat och popmusik, men inte kan göra det i en fri marknad.  Denna typ av globaliseringsprocessen, det vill säga att västerländska ideal, traditioner, kultur sprids till övriga världen, kallas westernization. I filmen Globalisation is Good kritiserar Johan Norberg detta argument, och anser att konsumenter oavsett land skall välja mellan inhemska eller främmande produkter, och att de som använder argumentet inte har något bättre motiv än att västerlänningar ska kunna använda sådana länder som exotiska turistmål.
De ökade möjligheterna att kommunicera med människor, oavsett var de befinner sig i världen, lyfts ofta fram som något positivt med globaliseringen. Utvecklingen inom elektronisk massmedia, internet samt telefoni, det vill säga att information sprids fortare än tidigare, ses som några av de grundläggande orsakerna till globaliseringen.
I en globaliserad värld uppstår nya typer av livsstilar som inte är bundna till nationella eller lokala arenor utan som istället skapas i en global kontext, med influenser från hela världen, till exempel Kreolisering. Dessa nya typer av livsstilar har möjliggjorts genom informationsteknikens utveckling och tillgänglighet. Många av de nya globala gemenskaperna upprätthålls endast i den virtuella världen, gemenskapen finns inte nödvändigtvis förankrad i en verklighet utanför internet. En form för dessa globala livsstilar är så kallade neostammar. En neostam kan enligt Zygmunt Bauman beskrivas som en löst sammanhållen gemenskap som bygger på deltagarens frivilliga identifikation med gruppen. Till skillnad från subkulturer, som punk, hårdrock och straight edge saknar de mer flyktiga neostammarna hierarkisering och fastlagda ritualer. Neostammar uppstår kring specifika trender, stilar, idoler och mediafenomen. Ehn och Löfgren skriver om kultur som något gott och gemenskapsfrämjande, att ens egen identitet är en del av en mångfald där människor med liknande intressen och stil samlas. Och hur mötet med andra grupper har en förmåga att skapa en starkare gemenskap.
Neostammarnas utbredning bör inte ses som globala, i den mening att alla jordens människor har möjlighet att identifiera sig med dem. Internetcensur, språkgränser och bristfällig tillgång till internet innebär snarare att neostammar kan beskrivas som västerländska fenomen med globala förgreningar.